# Composició d'objectes
La composició d'objectes a les ciències de la computació és una manera de combinar objectes o tipus de dades simples per crear-ne un de més complex. Les composicions són una part important de moltes estructures de dades bàsiques (llista enllaçada, arbre binari…). S'usa principalment per implementar una relació entre dos objectes. La composició en general té una forta dependència del cicle de vida entre les instàncies de la classe contenidora i les instàncies de la classe continguda: si es destrueix el contenidor, normalment cada instància que conté es destrueix també.
Un exemple real de composició podria ser la relació entre un automòbil i les seves parts: un automòbil té o està compost per objectes com un volant, un seient, una caixa de canvis i un motor.
La composició s'ha de distingir del subtipatge, que és el procés de detallar un tipus de dada general o crear un tipus més específic. Per exemple, els cotxes poden ser un tipus específic de vehicle. El subtipatge no descriu una relació entre diferents objectes, sinó que mostra que un objecte d'un tipus és també a la vegada objecte d'un altre tipus.

## Composició en UML
La representació gràfica d'una relació de composició en UML és una connexió entre les dues clases amb un diamant ple a l'extrem de la classe que conté l'altra classe, és a dir, la classe contenidora.

## Diferencies entre composició i agregació
Un dubte que freqüentment ens podem plantejar a l'hora de modelar diagrames de classes, és l'ús de les relacions estructurals d'agregació i composició. Tant una com l'altra són tipus d'especialització de la relació d'associació entre classes.
Veurem les diferències que existeixen entre la composició forta i la composició dèbil, coneguda habitualment com a agregació.

### Agregació i diferències
L'agregació és un tipus d'associació que indica que una classe és part d'una altra classe (composició dèbil). Els components de l'agregació poden ser compartits per diversos compostos (de la mateixa associació d'agregació o de diverses associacions d'agregació diferents) en canvi els components en al composició com a màxim només poden tenir un compost. La destrucció de l'objecte compost en l'agregació no comporta necessàriament la destrucció dels components, cosa que si passa amb la composició forta. Aquest tipus d'associació s'utilitza més sovint que la composició forta.
Vegem un exemple d'agregació: Una empresa té cap o molts clients i un client compra en 1 o moltes empreses, si una empresa és eliminada els seus clients podrà seguir existint i comprant en altres empreses. Que succeeix en canvi en la composició? Una empresa té un o molts empleats no pot existir per tant una empresa sense empleats. Un empleat només pot treballar en una empresa. Si una empresa és eliminada els empleats d'aquella empresa també hauran de ser eliminats.
En resum:
| Text de capçalera                                 | Agregació         | Composició  |
| ------------------------------------------------- | ----------------- | ----------- |
| Diverses associacions comparteixen els components | Si                | No          |
| Destrucció dels components al destruir el compost | No                | Si          |
| Cardinalitat a nivell de compost                  | Qualsevol         | 0..1 o 1    |
| Representació                                     | Rombe transparent | Rombe negre |

### Implementació
A nivell de codi la implementació tant de l'agregació com de la composició és molt senzilla i similar.
Normalment el que es fa és tenir un atribut (un objecte o bé una llista o vector d'objectes si tenim diversos components) en la classe contenidora on emmagatzemarem els objectes components i a més es declararà com a mínim un mètode en la classe per poder agregar aquest objectes a la col·lecció. En funció del llenguatge que utilitzem pot ser que usem una estructura de dades o una altra per emmagatzemar els compostos.
Vegem un exemple senzill en Java:
```
// Composció

public
 
class
 
Cotxe

{

 
// un Cotxe disposarà de un Carburador.

 
// El Carburador s'instanciarà juntament amb un Cotxe o no.

 
// El cotxe s'instanciarà amb un carburador ja que

 
// no hi pot haver un Cotxe sense carburador.

 
// Si s'elimina el cotxe s'elimina el seu carburador i viceversa¡.

 
private
 
Carburador
 
carb
;

 
public
 
Cotxe
(){

 
this
.
carb
=
new
 
Carburador
();

 
}

 
public
 
Cotxe
(
Carburador
 
cb
){

 
this
.
carb
=
cb
;

 
}

}

// Agregació

public
 
class
 
Bassa

{

 
//una Bassa pot tenir varis Anecs,

 
//La bassa es podrà instanciar encara que no hi hagin ànecs.

 
//Eliminar els ànecs no implica eliminar la bassa.

 
private
 
List
<
Anec
>
 
anecs
;

 
public
 
Bassa
(){

 
anecs
=
new
 
List
<
Anec
>
();

 
}

 
public
 
void
 
addAnec
(
Anec
 
a
){

 
anecs
.
add
(
a
);

 
}

}

```

## Evolució de la composició en diferents llenguatges
C anomena “struct” o “structure” a un registre; els llenguatges de programació orientats a objectes com Java, Smalltalk i C++ normalment amaguen els seus registres dins d'objectes (instàncies de classe); els llenguatges de la familia ML els anomenen simplement registres. COBOL va ser el primer llenguatge de programació que suportava registres directament, ALGOL 68 ho va obtindre de COBOL, i Pascal, més o menys indirectament, d'ALGOL 68. Commons Lisp proporciona estructures i classes (a través de Common Lisp Object System).

1959 – COBOL
```
01 cus
tomer-record
.

 03 cu
stomer-number
 
pic 9(8)
 
comp
.

 03 cu
stomer-name
.

 05 gi
ven-names
 
pic x(15)
.

 05 in
itial-2
 
pic x
.

 05 su
rname
 
pic x(15)
.

 03 cu
stomer-address
.

 05 st
reet
.

 07 ho
use-number
 
pic 999
 
comp
.

 07 st
reet-name
 
pic x(15)
.

 05 ci
ty
 
pic x(10)
.

 05 co
untry-code
 
pic x(3)
.

 05 po
stcode
 
pic x(8)
.

 03 am
ount-owing
 
pic 9(8)
 
comp
.

```

1960 – ALGOL 60
Els Vectors són l'únic tipus de composició a Algol 60.
1964 – PL/I
```
dcl 1 newtypet based (P);
 2 (a, b, c) fixed bin(31),
 2 (i, j, k) float,
 2 r ptr;
allocate newtypet;
```

1968 – ALGOL 68
```
int max = 99;
mode newtypet = [0..9] [0..max]struct (
 long real a, b, c, short int i, j, k, ref real r
);
newtypet newarrayt = (1, 2, 3, 4, 5, 6, heap real := 7)
```

Aquí hi ha la declaració d'una llista enllaçada:
```
mode node = union (real, int, compl, string),
 list = struct (node val, ref list next);
```

Cal notar que a ALGOL 68 només el tipus apareix a la dreta de la igualtat, i que la construcció és feta –i pot ser llegida- de dreta a esquerra sense tenir en compte prioritats.
1970 – Pascal
```
type

 
a
 
=
 
array
 
[
1
..
10
]
 
of
 
integer
;

 
b
 
=
 
record

 
a
,
 
b
,
 
c
:
 
real
;

 
i
,
 
j
,
 
k
:
 
integer
;

 
end
;

```

1972 – K&R C
```
#define max 99

struct
 
newtypet
 
{

 
double
 
a
,
 
b
,
 
c
;

 
float
 
r
;

 
short
 
i
,
 
j
,
 
k
;

}
 
newarrayt
[
10
]
 
[
max
 
+
 
1
];

```

1977 – FORTRAN 77
Fortran 77 té vectors, però manca qualsevol deficinió formal d'estructura. Normalment les estructures compostes eren construïdes mitjançant les paraules clau EQUIVALENCE o COMMON.
```
 
CHARACTER 
NAME
*
32
,
 
ADDR
*
32
,
 
PHONE
*
16

 
REAL 
OWING

 
COMMON
 
/
CUST
/
NAME
,
 
ADDR
,
 
PHONE
,
 
OWING

```

1983 – ADA
```
type
 
Cust
 
is

 
record

 
Name
 
:
 
Name_Type
;

 
Addr
 
:
 
Addr_Type
;

 
Phone
 
:
 
Phone_Type
;

 
Owing
 
:
 
Integer
 
range
 
1.
.
999999
;

 
end record
;

```

1983 – C++
```
const
 
int
 
max
 
=
 
99
;

class
{

 
public
:

 
double
 
a
,
 
b
,
 
c
;

 
float
 
&
r
;

 
short
 
i
,
 
j
,
 
k
;

}
newtypet
[
10
]
 
[
max
 
+
 
1
];

```

1991 – Python
```
max
 
=
 
99

class
 
NewTypeT
:

 
def
 
__init__
(
self
):

 
self
.
a
 
=
 
self
.
b
 
=
 
self
.
c
 
=
 
0

 
self
.
i
 
=
 
self
.
j
 
=
 
self
.
k
 
=
 
0.0

# Initialise an example array of this class.

newarrayt
 
=
 
[[
NewTypeT
()
 
for
 
i
 
in
 
range
(
max
 
+
 
1
)]
 
for
 
j
 
in
 
range
(
10
)]

```

1992 – FORTRAN 90
Arrays i strings van ser heretats de FORTRAN 77, i es va introduir una nova paraula reservada: type
```
type 
newtypet

 
double precision 
a
,
 
b
,
 
c

 
integer
*
2
 
i
,
 
j
,
 
k

*
 
No
 
pointer type 
REF
 
REAL 
R

 
end type

type
 
(
newtypet
)
 
t
(
10
,
 
100
)

```

FORTRAN 90 s'actualitza i inclou un concepte de FORTRAN IV anomenat NAMELIST.
```
INTEGER
 
::
 
jan
 
=
 
1
,
 
feb
 
=
 
2
,
 
mar
 
=
 
3
,
 
apr
 
=
 
4

NAMELIST
 
/
 
week
 
/
 
jan
,
 
feb
,
 
mar
,
 
apr

```

1994 – ANSI Common Lisp
Common Lisp proporciona estructures i l'estandar ANSI Common Lisp va afegir classes CLOS.
```
(
defclass
 
some-class
 
()

 
((
f
 
:type
 
float
)

 
(
i
 
:type
 
integer
)

 
(
a
 
:type
 
(
array
 
integer
 
(
10
)))))

```